# Rucervus
Rucervus là một chi động vật có vú trong họ Hươu nai, bộ Guốc chẵn. Chi này được Hodgson miêu tả năm 1838. Loài điển hình của chi này là Cervus elaphoides Hodgson, 1835 (= Cervus duvaucelii G. Cuvier, 1823).

## Các loài
Chi này gồm các loài:
- Rucervus duvaucelii
- Rucervus eldii
- Rucervus schomburgki (tuyệt chủng, 1938)

## Hình ảnh

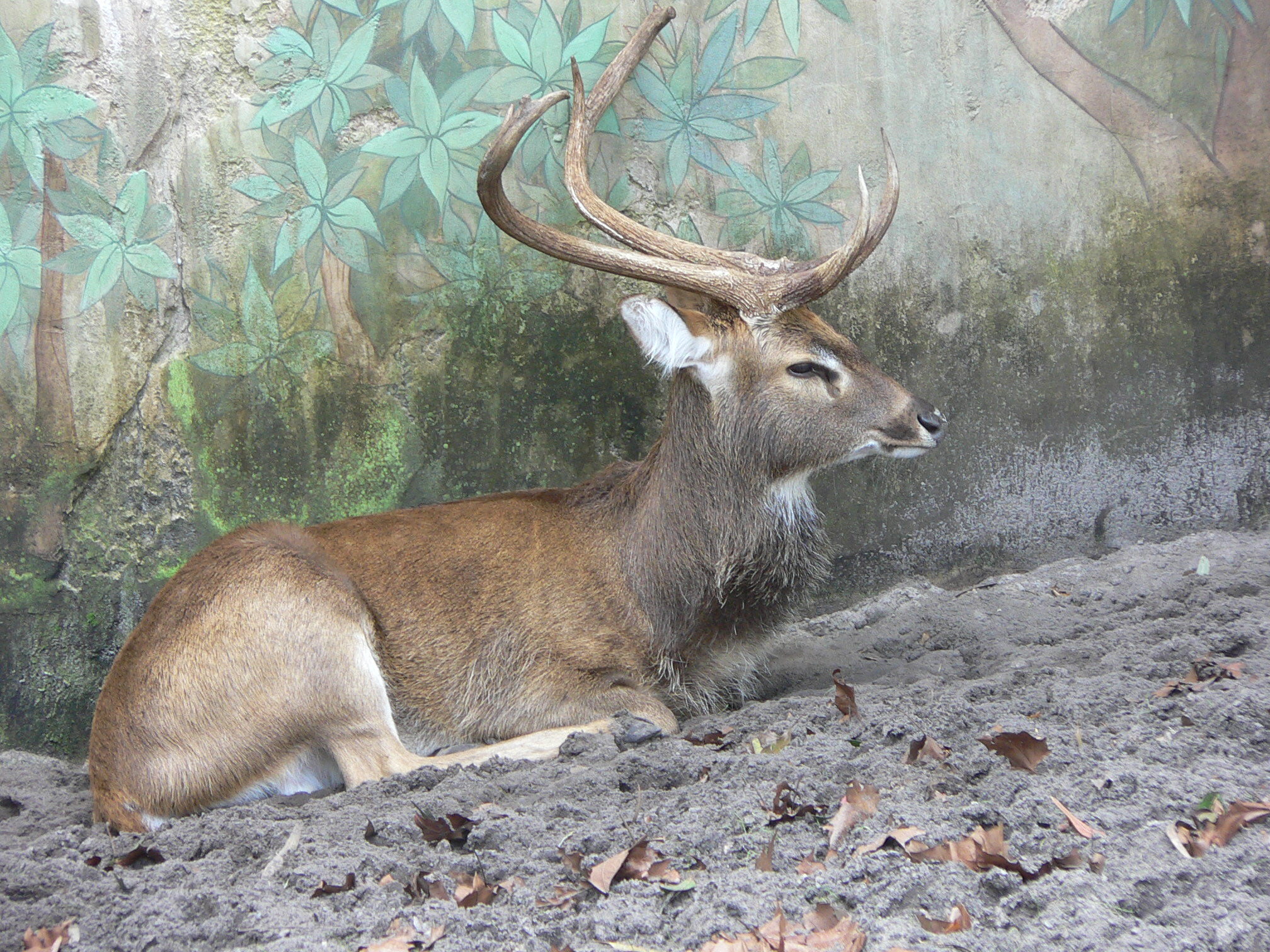